# Фадеєво (Волоколамський район)
Фадеєво (рос. Фадеево) - присілок, підпорядкований місту Волоколамську Московської області Російської Федерації.
Муніципальне утворення — Волоколамський міський округ. У 2006-2019 роках органом місцевого самоврядування було сільське поселення Теряєвське. Населення становить 6 осіб (2013).

## Історія
З 14 січня 1929 року входить до складу новоутвореної Московської області. Раніше належало до Волоколамського повіту Московської губернії. Належало до Волоколамського району до його ліквідації 9 червня 2019 року.
Сучасне адміністративне підпорядкування з 2019 року.

## Населення
| 1852 | 1859 | 1890 | 1899 | 1926 | 2002 | 2006 |
| ---- | ---- | ---- | ---- | ---- | ---- | ---- |
| 70   | ↗123 | ↗158 | ↗179 | ↘124 | ↘9   | ↗11  |
| 2010 |      |      |      |      |      |      |
| ↘6   |      |      |      |      |      |      |